# Speierling
Der Speierling (Sorbus domestica) – regional auch Spierling, Sperberbaum, Sperbelbaum, Sporapfel, Spierapfel und Spreigel genannt – ist eine Pflanzenart aus der Gattung der Mehlbeeren (Sorbus, Eberesche) innerhalb der Familie der Rosengewächse (Rosaceae). Er gilt als Wildobstbaum und ist als Wildgehölz eine der seltensten Baumarten in Deutschland; 1993 wurde der Speierling hier wegen seines rückläufigen Bestandes zum Baum des Jahres gewählt.
Nicht zu verwechseln ist die Frucht mit dem Spilling, der in Österreich auch mit dem ähnlich klingenden Namen Spenling bezeichnet wird.

## Beschreibung

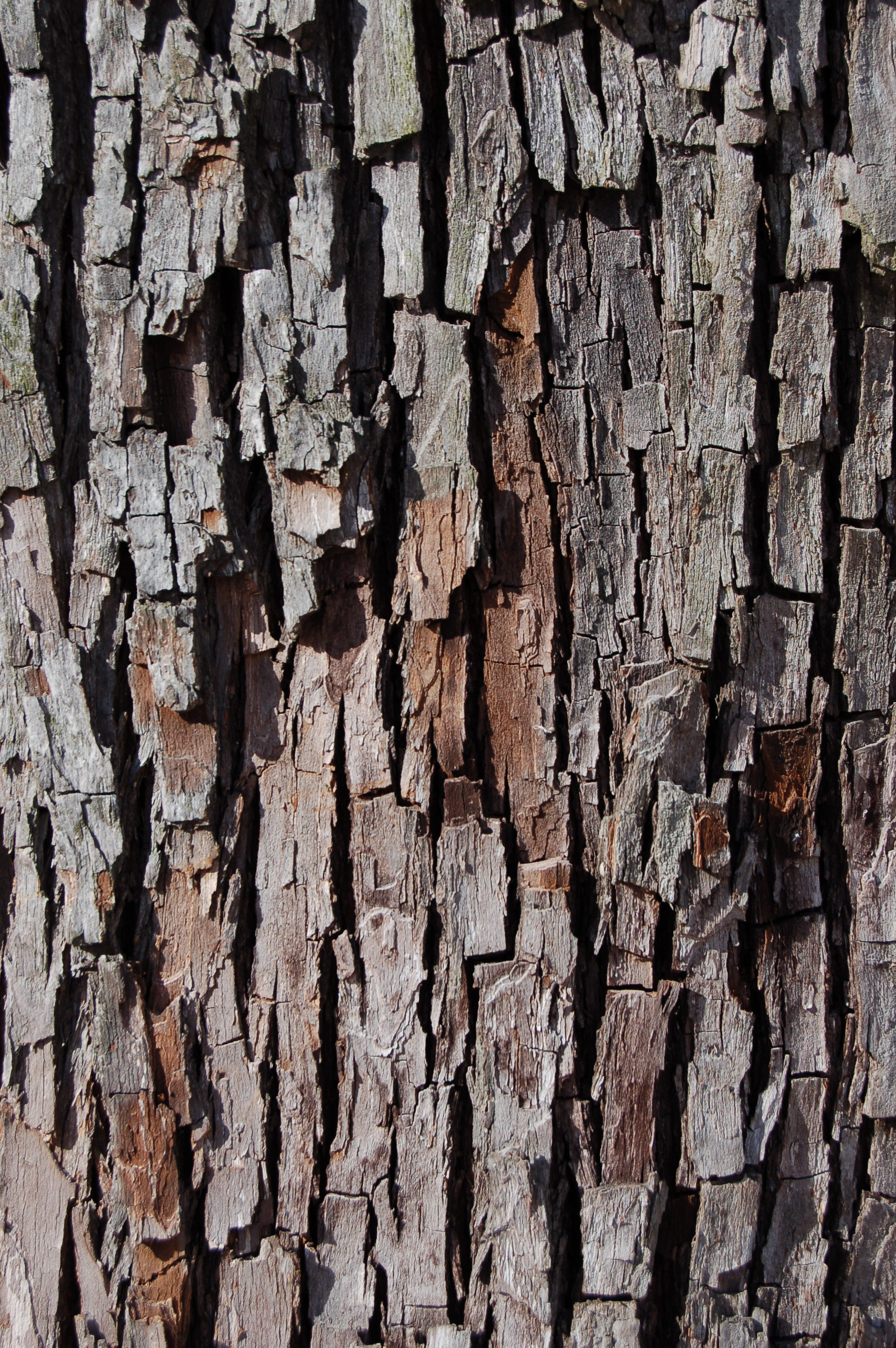
Borke eines älteren Exemplars

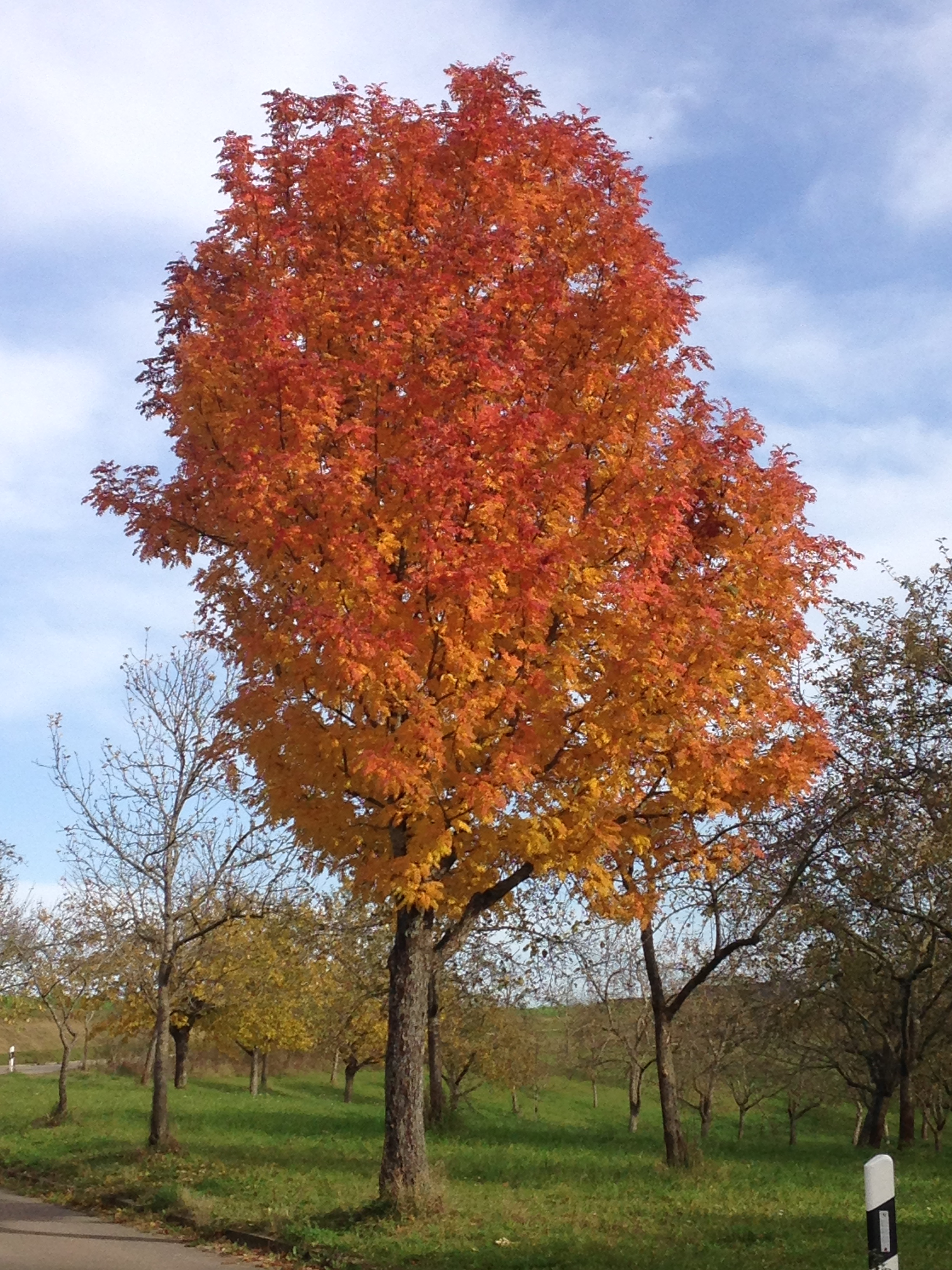
Zwanzigjähriger Baum mit herbstlicher Laubfärbung

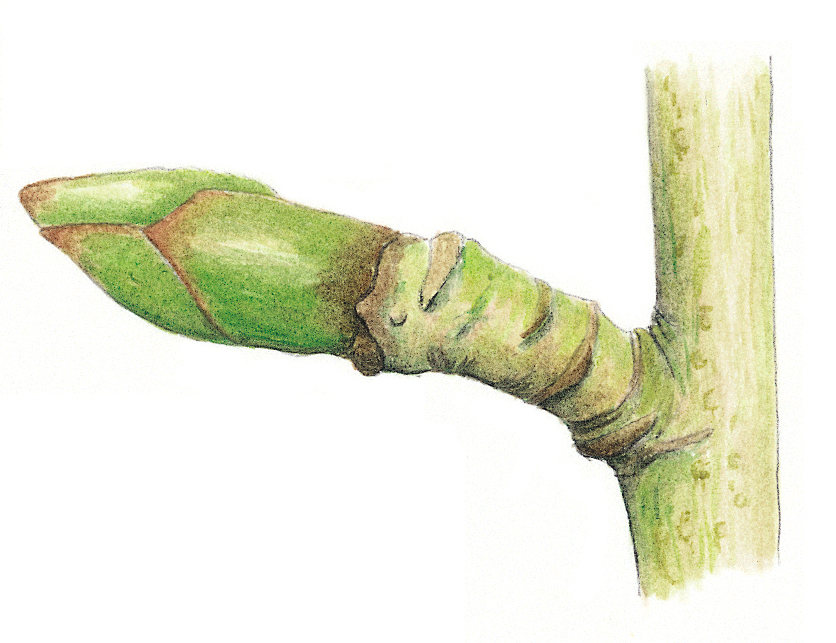
Illustration einer Winterknospe

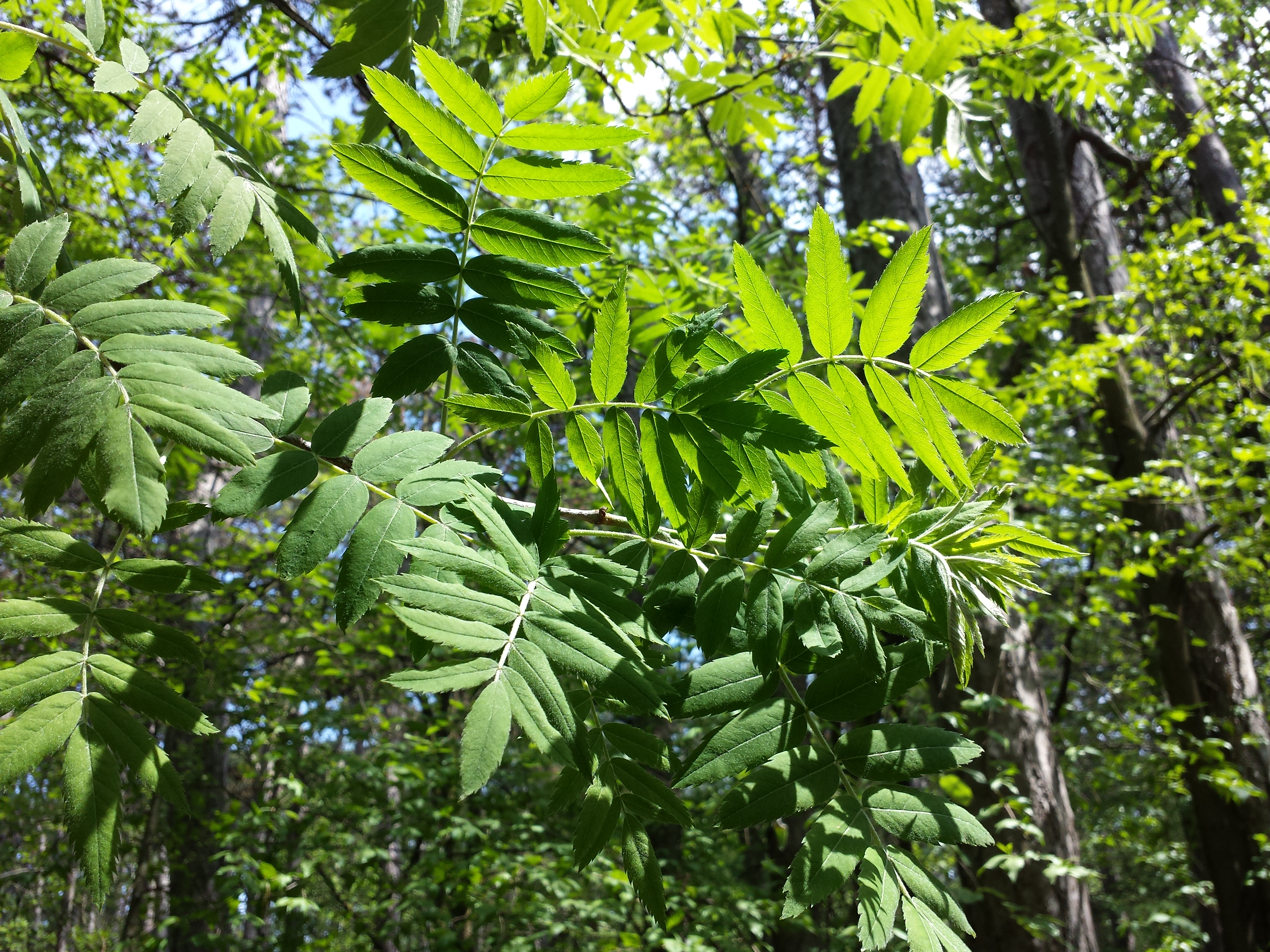
Die Laubblätter sind unpaarig gefiedert und haben über ein Dutzend Fiederblätter

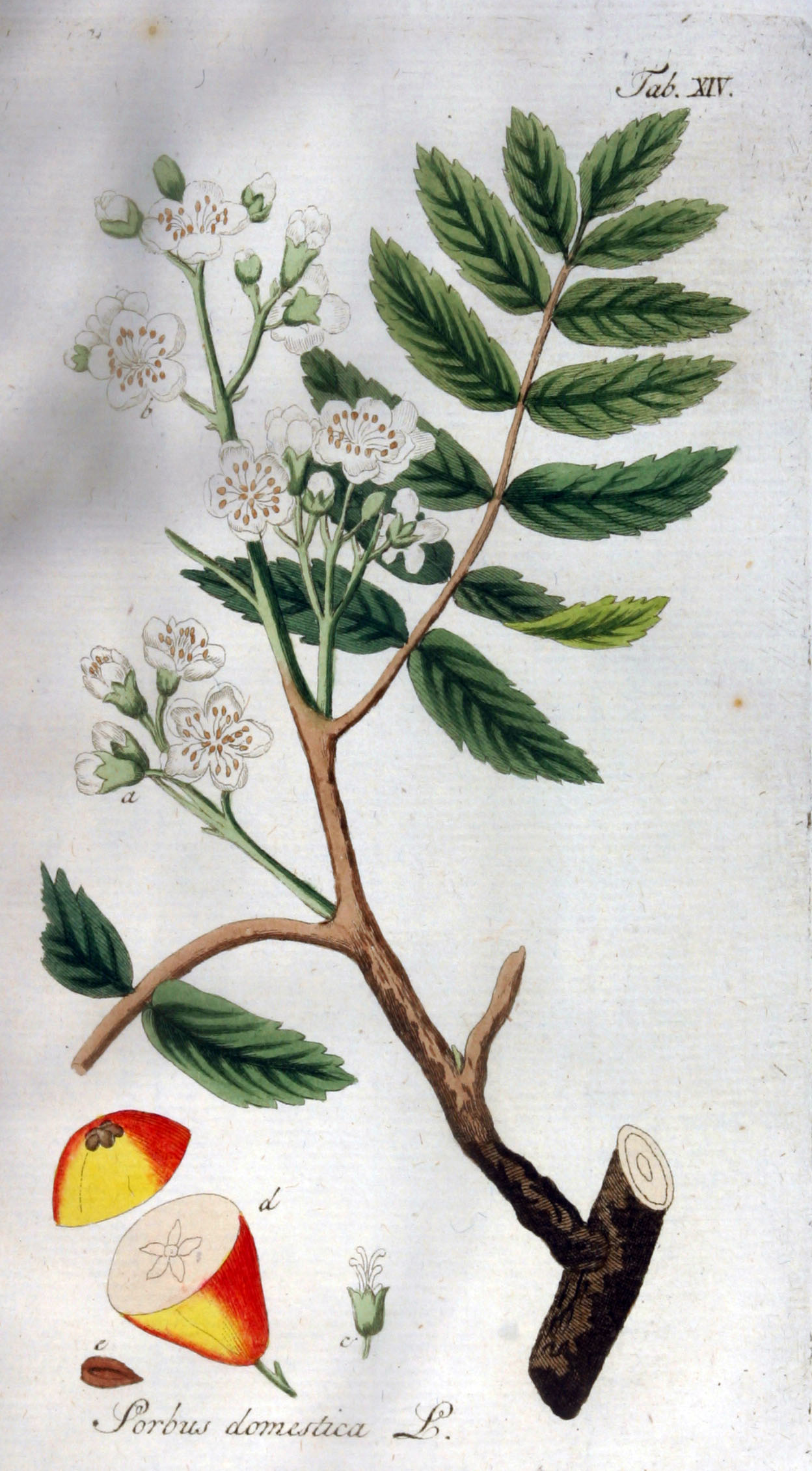
Blühender Zweig und reife Frucht (Illustration aus Ypey, 1813)

### Erscheinungsbild
Der Speierling wächst als mittelgroßer, sommergrüner Baum. Er erreicht freistehend Wuchshöhen von bis zu 20 Metern, im Hochwald gelegentlich über 30 Meter, und kann als freistehender Einzelbaum Stammdurchmesser von über 100 Zentimeter erreichen. Einzelne Exemplare des Speierlings können ein Alter von bis zu 400 Jahren erreichen, in Mitteleuropa allerdings meist deutlich weniger. Der Speierling bildet ein tiefreichendes Herzwurzelsystem.
Die Rinde ist rau. Der Speierling bildet bald eine rissige, an älteren Stämmen kleinschuppige, relativ dunkle graubraune Borke, die der eines Birnbaums ähnlich ist.
Die vergleichsweise großen, oft klebrigen Winterknospen sind stumpf eiförmig. Sie besitzen einige sich dachziegelartig überdeckende, grün glänzende, mehr oder weniger kahle, braunrandige Knospenschuppen.

### Blatt
Die wechselständig und spiralig an den Zweigen angeordneten Laubblätter sind in Blattstiel und Blattspreite gegliedert. Der Blattstiel ist 3 bis 5 Zentimeter lang. Die bis zu 25 Zentimeter lange und etwa 10 Zentimeter breite Blattspreite ist unpaarig gefiedert. An der Blattrhachis sind mit sechs bis acht, selten bis zu zehn, gegenständig angeordneten Paaren somit 13 bis 17, selten bis zu 21, Fiederblättchen vorhanden; das ist die geringste Anzahl innerhalb der Gattung Sorbus (in Europa). Die Fiederblättchen sind fast sitzend bis auf das Endblättchen, dieses ist mehr oder weniger gestielt. Die ungefähr gleich großen Blättchen sind bei einer Länge von 3 bis 5 Zentimetern und einer Breite von 1 bis 1,5 Zentimetern länglich, mit zugespitztem oberen Ende. Die Ränder der Blättchen sind im oberen Bereich scharf gesägt und im unteren Drittel fast ganzrandig. Am oberen Ende besitzen sie Zähne mit einer früh abfallenden Drüse. Die Blättchenspreite ist anfangs flaumig, wollig behaart und später verkahlend. Es liegt eine Fiedernervatur vor, mit 12 bis 15 Seitennerven auf jeder Seite des Hauptnerves. Die Basis der Blättchen ist gleichmäßig abgerundet. Die Nebenblätter am Langtrieb sind hinfällig.

### Blütenstand und Blüte

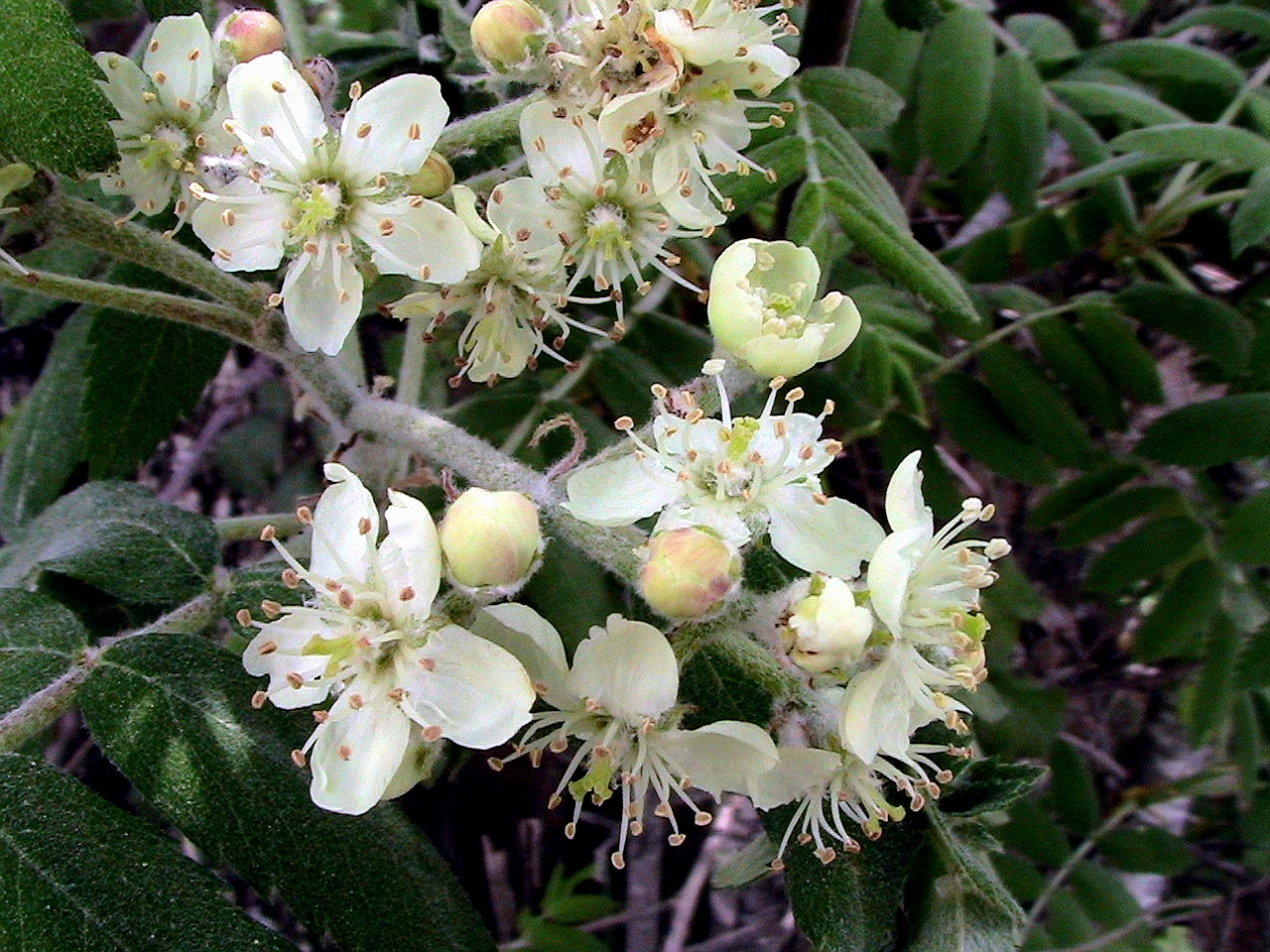
Ausschnitt eines Blütenstandes mit sich öffnenden Blütenknospen und den radiärsymmetrischen Blüten

Die Blütezeit liegt am Ende des Vollfrühlings im Mai bis Juni nach der Laubentfaltung. 35 bis 75, selten bis zu 80 Blüten stehen in endständigen, schirmrispigen Blütenständen zusammen.

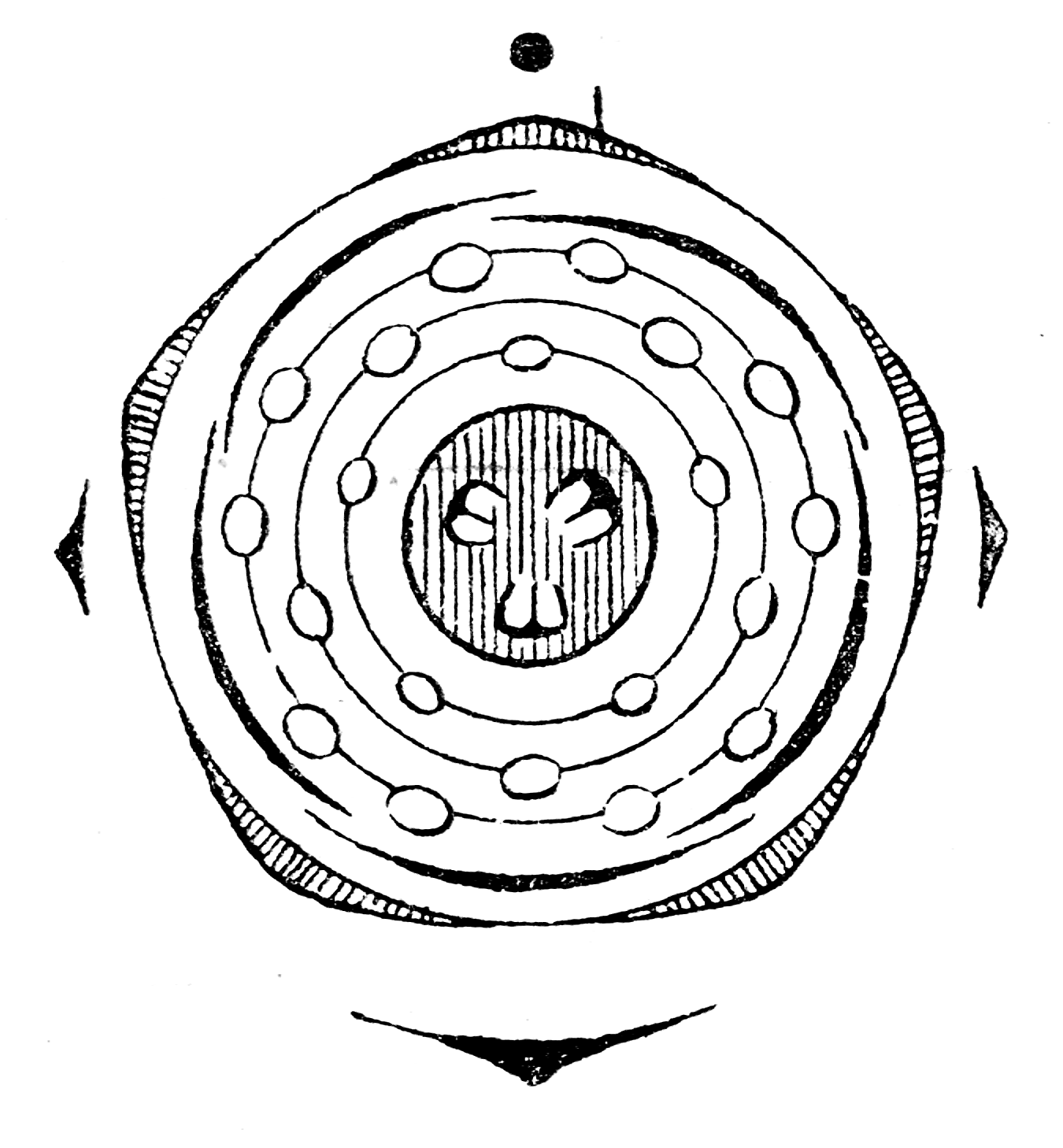
Blütendiagramm

Die angenehm duftenden, zwittrigen Blüten sind bei einem Durchmesser von 16 bis 18 Millimetern radiärsymmetrisch und fünfzählig mit doppelter Blütenhülle. Die fünf grünen Kelchblätter sind dreieckig und länger als breit. Die fünf freien, weißen oder rötlichen Kronblätter sind 6 bis 7 Millimeter lang. Die 20 Staubblätter besitzen gelbe Staubbeutel. Es sind fünf freie Fruchtblätter vorhanden. Je Fruchtblatt sind meist zwei Samenanlagen vorhanden. Es sind meist fünf freie Griffel vorhanden.

### Frucht und Samen

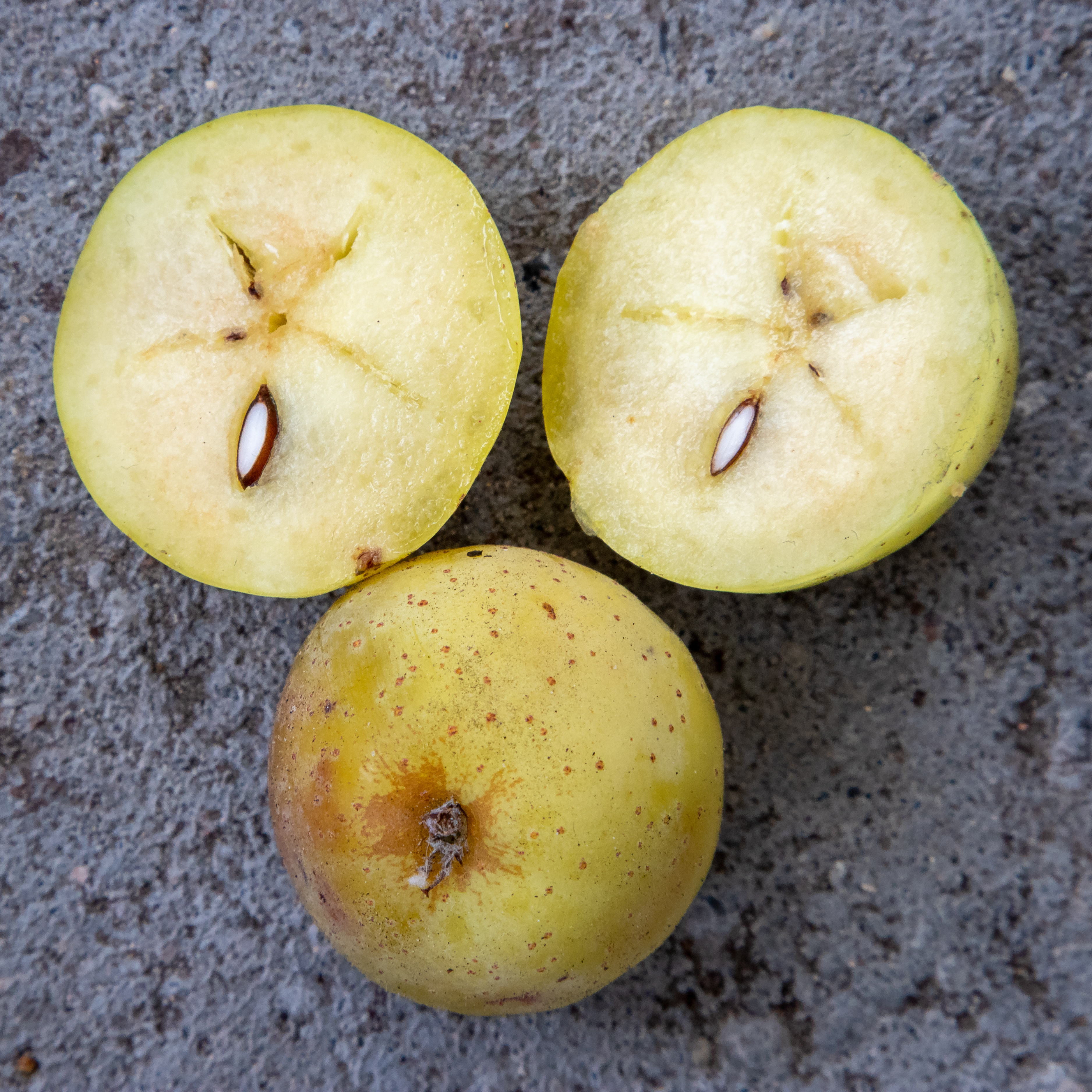
Quergeschnittene Frucht mit Samen

Von der verwandten Vogelbeere ist der Speierling durch seine deutlich größeren Apfelfrüchte leicht zu unterscheiden. Die Früchte reifen im September bis Oktober. Die meist 2 bis 3, selten 1,5 bis 4 Zentimeter langen und fast ebenso dicken, birnen- bis apfelförmigen, bei Reife grün-gelblichen, olivbraunen bis rötlich gelben Früchte können sich sonnenseits oft rötlich färben und vollreif schokoladenbraun werden. Sie können nach Größe, Form und Färbung von Exemplar zu Exemplar erheblich variieren. Das pergamentartige Kerngehäuse besteht aus meist fünf Kammern. Die Früchte enthalten jeweils einen oder meist zwei, manchmal auch fünf bis sechs oder maximal zehn Samen. Die orange-braunen Samen sind bei einer Größe von 6 bis 9 Millimetern eiförmig.

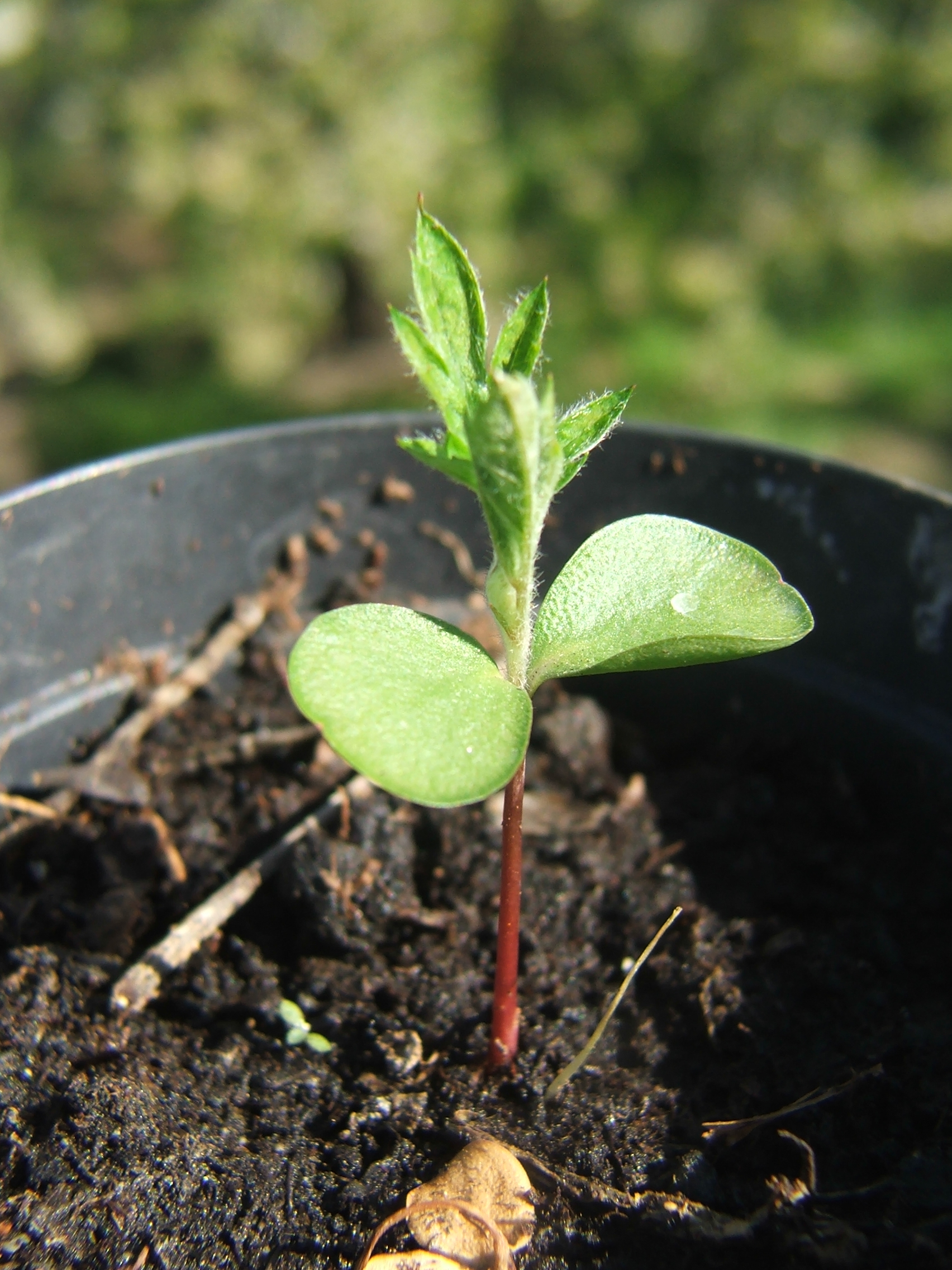
Sämling mit zwei runden Keimblättern

### Chromosomensatz
Die Chromosomengrundzahl beträgt x =17; es liegt Diploidie mit einer Chromosomenzahl von 2n = 34 vor.

## Ökologie
Der Speierling wächst als skleromorpher, mesomorpher Phanerophyt. Die vegetative Vermehrung durch Wurzelbrut überwiegt heutzutage.
Blütenökologisch handelt es sich um Scheibenblumen mit reichlich halbverborgenem Nektar im Zentrum der Blüte. Die Bestäubung kann durch Insekten (Syrphiden, Bienen sowie Falter - Entomophilie) erfolgen. Meist erfolgt die Samenbildung aber ohne Bestäubung.
Die Früchte werden von manchen Vögeln und Säugetieren aufgenommen und die Samen anschließend ausgeschieden, wodurch eine Verdauungsausbreitung stattfinden kann.
Von den Schädlingen stellt der Schorfpilz Venturia inaequalis, ein Schädling des Apfelbaums, eine große Gefahr für den Speierling dar. Der Schorf befällt vor allem die Früchte, Jungpflanzen und Triebe. Zusätzlich setzt der Rindenkrebs dem Speierling zu. Im warmen Mittelmeerklima kann der Feuerbrand (Erwinia amylovora) noch größeren Schaden anrichten.

Verbreitungsgebiet

## Vorkommen und Gefährdung
Der Arealtyp nach Oberdorfer 1983 von Sorbus domestica ist submediterran. Sorbus domestica gedeiht in den Klimazonen meridional bis südlich temperat.
Sein Verbreitungsgebiet reicht von Süd- und Südosteuropa bis Kleinasien und Nordwestafrika. Es gibt Fundortangaben für Algerien, Marokko, Zypern, die Türkei, Transkaukasien, Österreich, Tschechien, Deutschland, Ungarn, die Slowakei, Republik Moldau, die Krim, Albanien, Bosnien und Herzegowina, Bulgarien, Kroatien, Griechenland, Italien (inklusive Sardinien, Sizilien), Nordmazedonien, Montenegro, Rumänien, Serbien, Slowenien, Frankreich (inklusive Korsika) und Spanien.
In Deutschland ist der Speierling vor allem im Südwesten zu finden, im Rhein-, Neckar und Nahetal, im Taunus und in Unterfranken. Er kommt zerstreut im nördlichen Baden-Württemberg (Kraichgau, Bauland, Stromberg), in der zentralen Pfalz, entlang der Mosel, in der nördlichen Eifel sowie in Mainfranken vor; selten ist er im nördlichen Thüringen sowie westlichen Sachsen-Anhalt. Einer der nördlichsten Speierlinge, welcher 1909 gepflanzt wurde, steht in der Nähe von Teterow im Landkreis Rostock (Mecklenburg-Vorpommern).

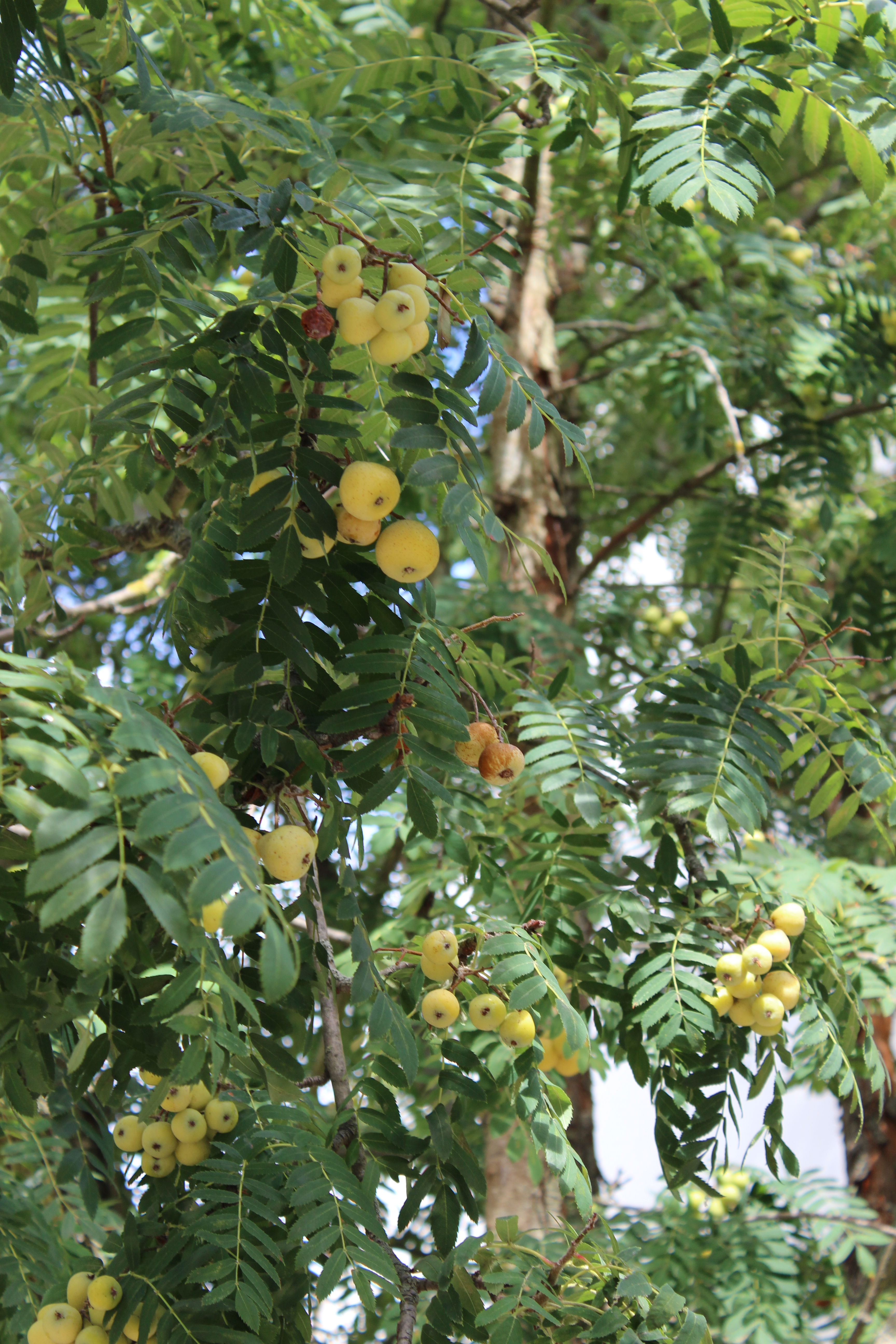
Baumkrone mit reifen Apfelfrüchten

In den Jahren von 2010 bis 2013 sind im Auftrag der Bundesanstalt für Landwirtschaft und Ernährung (BLE) im Rahmen des Projekts Erfassung und Dokumentation genetischer Ressourcen seltener Baumarten in Deutschland die Vorkommen von zehn seltenen heimischen Baumarten in den deutschen Wäldern ermittelt worden. Vom Speierling wurden dabei 2.500 Exemplare in natürlicherweise vorhandenen Beständen erfasst (ohne gepflanzte „Feldspeierlinge“). Die Hälfte aller in Deutschland vorkommenden Exemplare des Speierlings findet man demnach in Baden-Württemberg und in Bayern. In Hessen gibt es 400 bis 500 Exemplare des Speierlings, die 80 Jahre oder älter sind. Beispielsweise stehen in Kronberg im Taunus 47 alte und über 100 junge Speierlinge. Im Wetteraukreis sind 55 (Stand 2014) Naturdenkmale mit einem oder mehreren Speierlingen ausgewiesen.
Für Deutschland insgesamt gab die Rote Liste der gefährdeten Pflanzenarten von 1996 Sorbus domestica nicht als gefährdet an. In Baden-Württemberg ist er in der Vorwarnliste; in Bayern sowie Rheinland-Pfalz gilt er als nicht gefährdet; eingestuft in Kategorie 4 = potentiell gefährdet ist er in Hessen sowie Thüringen; in Sachsen-Anhalt ist der Speierling in Kategorie 3 = gefährdet eingestuft; in Nordrhein-Westfalen ist er sehr selten. In der Roten Liste von 2018 ist der Speierling als gefährdet eingestuft.
In Österreich gibt es etwa 500 ausgewachsene Speierlinge, vor allem in Niederösterreich, in Wien und im Burgenland. Aufgrund seiner Seltenheit wurde er in Österreich zum Baum des Jahres 2008 gewählt.
Pflanzensoziologisch gehört er zur Ordnung Quercetalia pubescentis, kommt aber auch im warmen Gesellschaften des Verbands Carpinion vor. In Deutschland gedeiht der Speierling im sommerwarmen und trockenen Eichen-Hainbuchen-Wald und Flaumeichen-Wald.
Die ökologischen Zeigerwerte nach Landolt et al. 2010 sind in der Schweiz: Feuchtezahl F = 3w (mäßig feucht, aber mäßig wechselnd), Lichtzahl L = 3 (halbschattig), Reaktionszahl R = 4 (neutral bis basisch), Temperaturzahl T = 4+ (warm-kollin), Nährstoffzahl N = 2 (nährstoffarm), Kontinentalitätszahl K = 2 (subozeanisch).

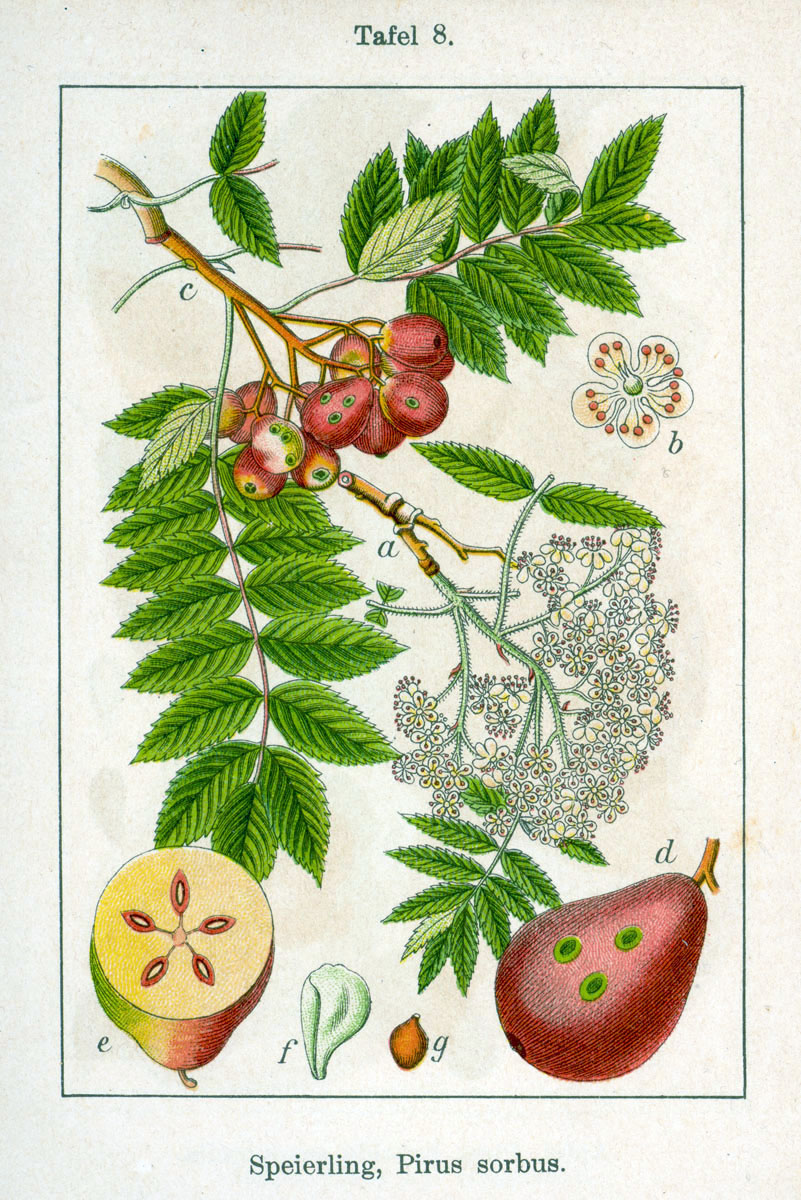
Illustration zum Speierling (aus Jacob Sturm: Deutschlands Flora in Abbildungen, 1796)

## Systematik und Taxonomie
Die Art Sorbus domestica gehört zur Untergattung Sorbus subg. Cormus (Spach) Duch. aus der Gattung Sorbus L..
Die Erstveröffentlichung von Sorbus domestica erfolgte 1753 durch Carl von Linné in Species Plantarum, 1, S. 477. Das Artepitheton domestica bedeutet, die Pflanze wurde bzw. wird von Menschen kultiviert. Synonyme für Sorbus domestica L. sind Cormus domestica (L.) Spach und Mespilus domestica (L.) All., Pyrus domestica (L.) Ehrh., Pyrus domestica (L.) Sm., Pyrus serrulata hort., Pyrus sorbus Gaertn.

## Geschichte
Der Speierling wurde bereits von Theophrast (4. Jh. v. Chr.), Plinius (1. Jh.) und Karl dem Großen als Obstgehölz anerkannt. Der Gattungsname Sorbus leitet sich von dem lateinischen Wort sorba für Speierling (Sorbus domestica L.) und Elsbeere (Sorbus torminalis (L.) Crantz) ab, denn Plinius hatte die Elsbeere zu einer Art von Speierling gezählt. Der Speierling wurde seit der Antike als Nahrungsmittel geschätzt. Die Römer sorgten für eine zusätzliche Verbreitung nördlich der Alpen. Auch Karl der Große ließ »sorbarios« (Capitulare de villis vel curtis imperii) anbauen, womit wohl der Speierling gemeint war. Im Mittelalter wurde der Speierling auch Sprebern und Sorbe genannt.

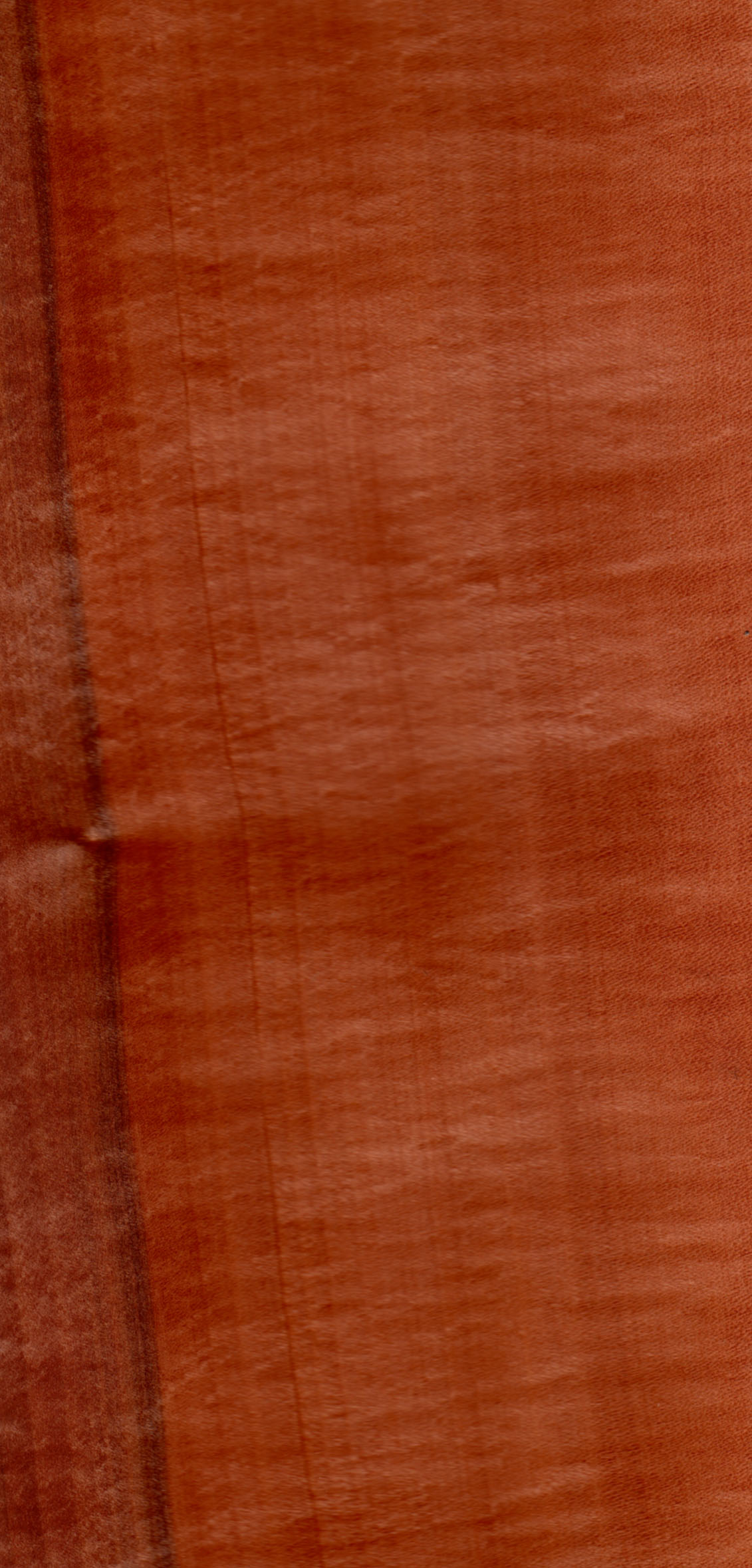
Holz des Speierlings
(wird oft als „Schweizer Birnbaum“ gehandelt)

## Nutzung
Sowohl des festen schweren Holzes wie auch seiner – recht gerbstoffhaltigen – essbaren Früchte wegen war der Speierling im Mittelalter ein wichtiges Kulturgehölz. Er wird nur in wenigen Regionen noch oder wieder in Kultur genommen, vorwiegend zum Fruchtgewinn. Auch die Borke ist reich an Tanninen, und kann als Gerberlohe verwendet werden.
Der ausgesprochen tanninreiche Saft noch nicht vollreifer Früchte wird mancherorts bei der Herstellung von Apfelwein in geringen Mengen (1 bis 3 %) zugesetzt. Der so gewonnene klare, haltbare und herbe Apfelwein wird auch verkürzt „Speierling“ genannt und gilt als Spezialität im Frankfurter Raum. Dieser Speierling-Apfelwein ist nicht allzu häufig und seiner aufwendig vom Baum zu erntenden Zutat halber meist etwas teurer als der Standard.

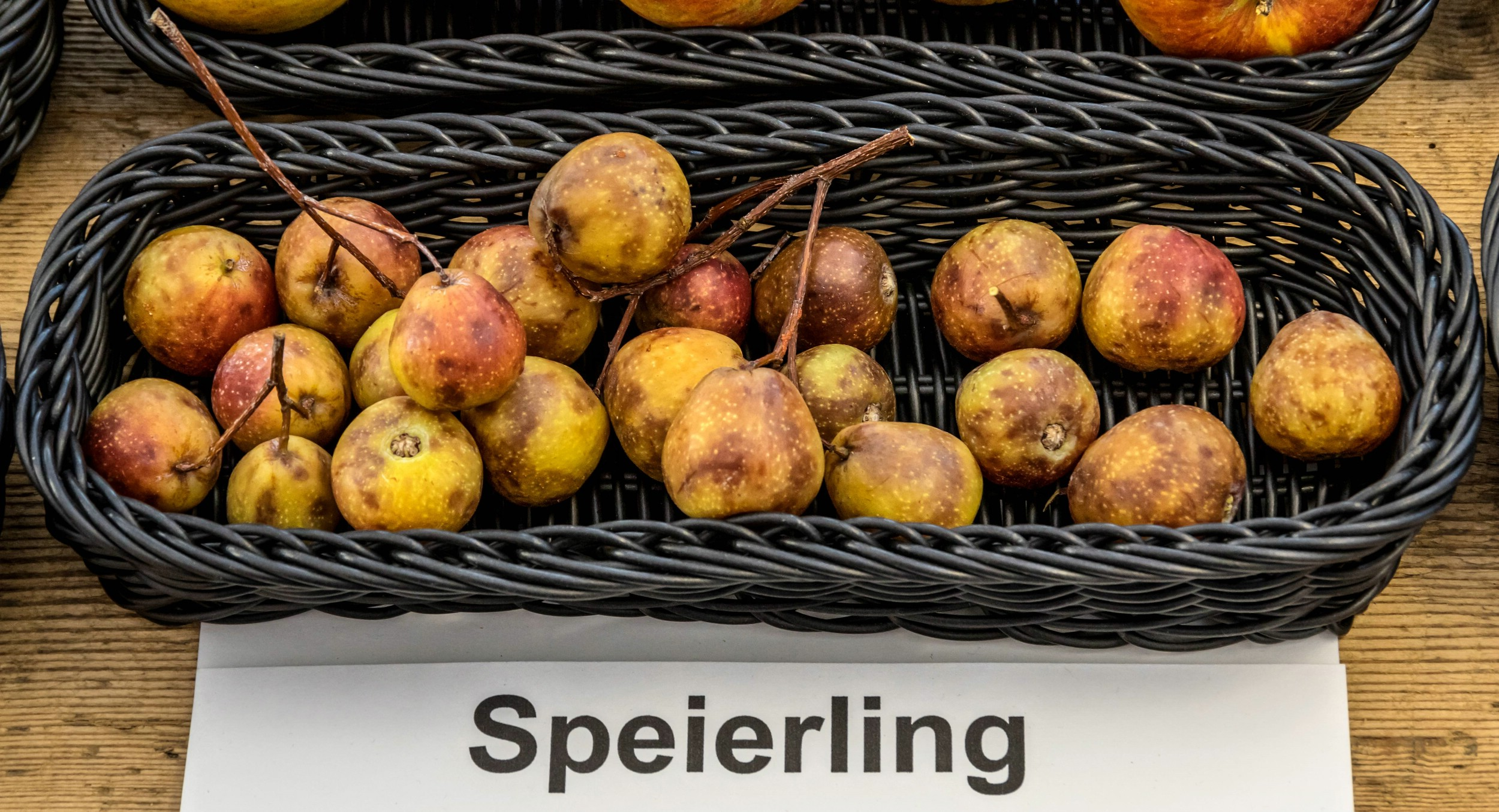
Geerntete reife Früchte

Die Früchte werden roh oder gegart gegessen. Wenn man die Früchte an einem kühlen Ort lagert, bis sie überreif sind, sollen sie auch roh gut schmecken. Die Früchte können auch getrocknet verwendet werden.
In der Volksmedizin spielten die Früchte wegen ihres Gerbstoffgehalts eine Rolle als adstringierendes Hausmittel bei Magen- und Darmbeschwerden wie Durchfall bzw. Ruhr. Heute werden sie zu Mus und Marmeladen verarbeitet sowie vergoren oder gebrannt. Der Fruchtertrag ist nicht gering: So trägt der mit einem Stammdurchmesser von anderthalb Metern größte existierende Speierling in Österreich jährlich rund 500 Kilogramm. Die geringe Größe der Früchte macht die Ernte allerdings recht mühsam.
Der Speierling hat ein sandfarben bis rötliches – dem der Elsbeere sehr ähnliches – Splintholz und ein oft bräunlich abgesetztes, hartes und zähes Kernholz. Mit einem Trockengewicht von 0,88 g/cm³ (Darrdichte) ist es das schwerste europäische Laubholz. Es wird im Werkzeugbau und für den Bau von Musikinstrumenten (Dudelsäcke) geschätzt, zum Schnitzen und Drechseln verwendet, sowie als wertvolles Möbel- und Furnierholz (unter dem Namen „Schweizer Birnbaum“) gehandelt. Es wird als Baumaterial sowie Dachbedeckung verwendet.
Seit mehr als 100 Jahren ist ein starker Rückgang des Speierlings in Europa festzustellen. Der Speierling ist einzeln oder in kleinen Gruppen eine Baumart jener Laubwaldgesellschaften, die bis vor hundert Jahren noch im sogenannten Mittelwaldbetrieb bewirtschaftet wurden. Mit dem forstwirtschaftlich forcierten Hochwald unterlag der Speierling im Konkurrenzdruck den durchwachsenden höherwüchsigen Nachbarbäumen.

## Vermehrung
Die meisten Exemplare in der freien Landschaft entwickelten sich aus Samen. Samen können bei minus 21 °C bis zu 15 Jahre gelagert werden. Der Speierling ist ein Frost- und Dunkelkeimer (bei 0 bis 4 °C beträgt die Keimdauer 10 bis 14 Wochen). Für die künstliche Nachzucht hat sich bewährt, die Samen aus den reifen Früchten auszuwaschen, sie daraufhin über mehrere Monate unter nasskalten Bedingungen in Torf zu lagern und anschließend zu stecken.
Wurzelschnittlinge sind zur vegetativen Vermehrung des Speierling geeignet. Bei Speierlingsorten sind Veredelungen schwierig. Falls trotzdem veredelt werden soll, wird die Methode des Pfropfens genutzt. Gründe sind beispielsweise, den späten Fruchtansatz nach erst 18 bis 20 Jahren zu verringern, oder der Wunsch nach einer bestimmten Sorte. Meistens wird die gewünschte Speierlingsorte auf einen anderen Speierling gepfropft.

## Literatur

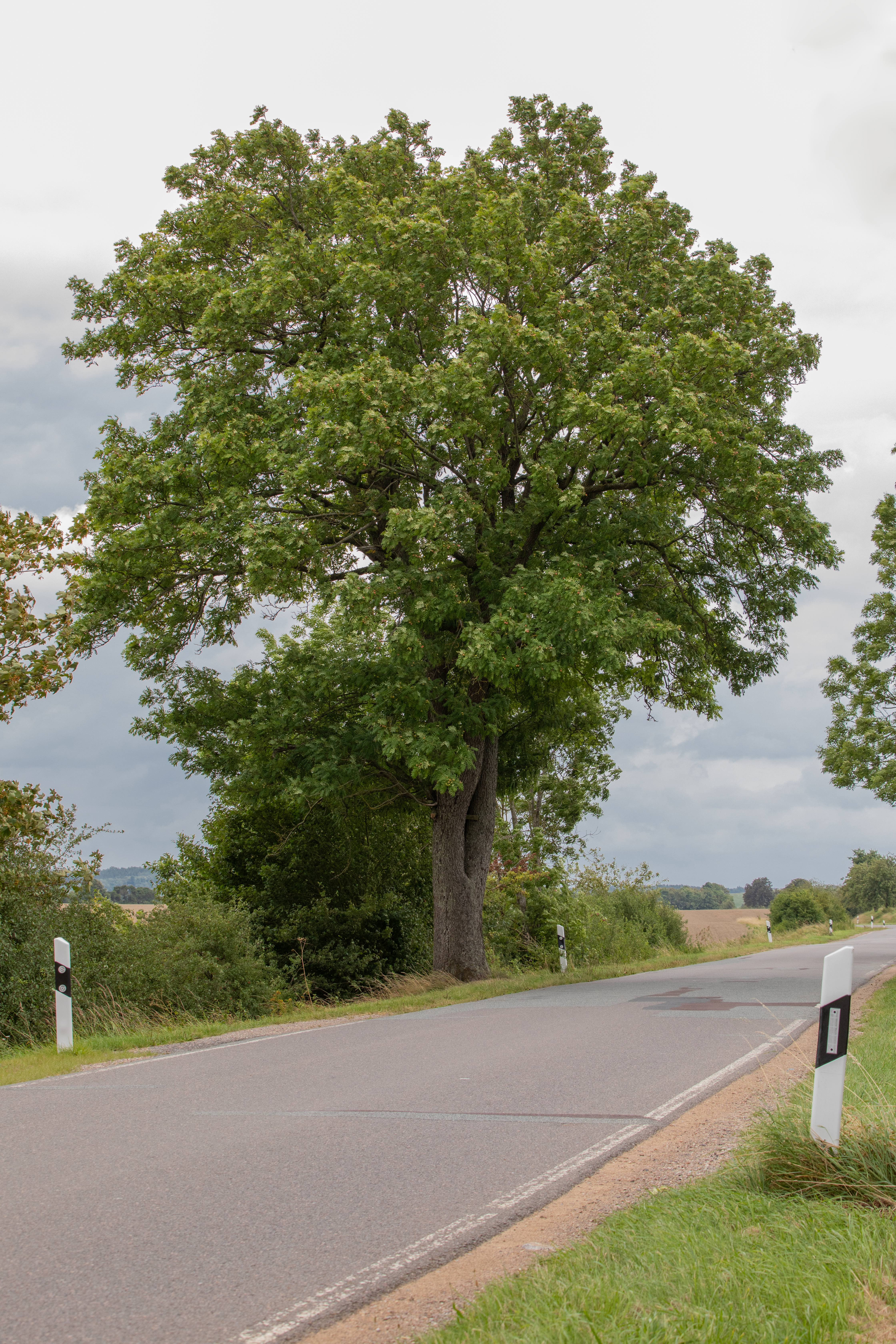
Speierling bei Teterow